# Ichikawa (krater)
Ichikawa är en nedslagskrater med en diameter på 31 kilometer, på planeten Venus. Ichikawa har fått sitt namn efter den japanska kvinnorättskämpen Fusae Ichikawa.